# قطعه‌ای از بهشت
قطعه‌ای از بهشت یک مجموعه تلویزیونی محصول سال ۱۳۷۵ به کارگردانی ابراهیم کیهانی، نویسندگی و تهیه‌کنندگی می‌باشد که از شبکه پخش شد.

## بازیگران
- جلال حدپور سراج
- جواد شیدائیان
- حسن محمدی
- صمد ممقانی
- علی جلیلی باله
- علی حشمتی
- فرج‌الله سلحشور
- قاسم دهقان
- مجتبی گوهرخانی
- محسن جهانبانی

## حواشی
روز ۱۴ شهریور ۱۳۷۴، «قاسم دهقان» که علاوه بر بازیگری در «قطعه ای از بهشت»، طراح صحنه و مشاور نظامی پروژه نیز بود، چند بار صحنه ای که قرار بود برداشت شود را تکرار کرد. او باید مسیری را می‌دوید و در نهایت، خود را درون گودالی پرت می‌کرد. صحنه‌های آزمایشی، خوب از آب درآمد و گروه مصمم بود تا صحنه را فیلمبرداری نهایی کند. همه چیز طبق برنامه پیش رفت ولی متأسفانه زمانی که دهقان، خود را به گودال پرتاب کرد، درون گودال، مین‌های خنثی نشده از زمان جنگ قرار داشت که منجر به کشته شدن «قاسم دهقان» شد.